# Lutz Witkowski
Lutz Witkowski (* 1925 in Breslau) ist ein deutscher Autor.
Im Alter von elf Jahren floh Lutz Witkowski, nach der Scheidung seiner Eltern und dem baldigen Tod seiner Mutter, mit seinen Tanten und Onkeln nach Shanghai. Mit nur dreizehn Jahren musste Lutz Witkowski einen Sechs-Personen-Haushalt als Aufpasser in einer Fabrik ernähren. Er lebte in dem Arbeiterviertel Hongkou, welches ab Februar 1943 von der japanischen Besatzungsmacht zu einer Art Ghetto für staatenlose Flüchtlinge gemacht wurde.
Nach Kriegsende schmuggelte Lutz Witkowski sich auf ein Schiff, welches ihn auf die britisch besetzte Insel Zypern brachte. Dort lernte er während seines zweijährigen Aufenthalts im Internierungslager die 15-jährige Gisela kennen, welche er 1950 in Israel heiratete.
Der ausgebildete Flugzeugtechniker erlernte nach seiner Rückkehr nach Deutschland den Beruf des Medizintechnikers. Im Jahre 2000 erhielt Lutz Witkowski das Bundesverdienstkreuz für sein israelisch-deutsches Schüleraustauschprogramm.

## Schriften
- Fluchtweg Shanghai. Über China nach Israel und zurück nach Deutschland. Peter Lang Verlag, 2006, ISBN 3-631-54721-8